# 마누엘 1세 (포르투갈)
마누엘 1세 드 포르투갈(포르투갈어: Manuel I de Portugal, 1469년 5월 31일 ~ 1521년 12월 13일)은 포르투갈 아비스 왕조의 제5대 국왕이다. 행운왕이라는 별명을 가지고 있을 정도로 성장기 때부터 즉위할 때까지 그리고 재위 중에도 일생토록 많은 행운이 따랐다고 볼 수 있다. 선왕 주앙 2세의 해양 개척 사업을 계승하여 인도 신항로 개척(1498)과 브라질 발견(1500)에 이어 유럽-인도를 잇는 해상무역에 확고한 입지를 구축하였다.
15세기 초 엔히크 왕자(1394~1460) 시절부터 꾸준히 추진해 온 아프리카 서안, 대서양 탐사가 드디어 결실을 맺어 치세 중 포르투갈에 경제적인 풍요를 듬뿍 안겨다 주었다. 이베리아 반도의 통일을 꿈꾸며 친(親)에스파냐 정책의 일환으로 정략결혼을 지속적으로 추진하였고 이에 따라 선대왕들의 정책과 반대로 종교순혈주의에 입각하여 유대인과 무슬림의 강제개종과 추방을 추진하였다. 이런 분위기를 타고 1506년에 리스본에서 유대인 대학살 사건이 발생하여 치세에 큰 오점을 남기고 말았다. 이 사건으로 약 7,000명의 유대인이 희생되었다. 재위 기간 중에 건축되며 꽃피운 르네상스 건축장식은 ‘마누엘 양식’이라 불린다.

## 어린 시절

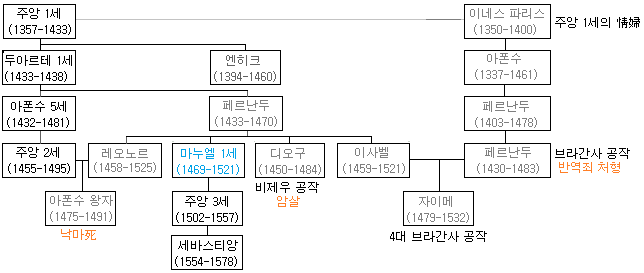
마누엘 1세 욍위계보

아버지는 비제우 공작 페르난두(1433~1470)이고 어머니는 베이트리스(1430~1506)이다. 평생 독신으로 살았던 항해왕자 엔히크(1394~1460)의 막대한 재산을 물려받은 마누엘의 부친은 아폰수 5세의 친동생으로 종친이자 대귀족으로서 매우 부유하고 큰 권력을 누렸다. 마누엘은 페르난두의 여섯 아들 중 막내로 태어났다. 또한 주앙 2세의 사촌동생으로서 본래는 왕위 계승과 거리가 멀었다. 그러나 4명의 형들은 어려서 죽었고 남은 유일한 형 디오구(1450~1484)는 역모를 추진하다가 발각되어서 1484년에 주앙 2세(1455~1495)가 직접 휘두른 칼에 살해당했다.
역모가 들어났으나 주앙 2세의 왕비이자 마누엘의 누나 레오노르가 눈물로 간청하여 목숨을 부지할 수 있었다. 그리고 1491년 왕세자 아폰소가 낙마사고로 죽으면서 종제의 자격으로 왕위계승자가 되었다. 주앙 2세는 군주로서 자질이 뛰어났던 자신의 서자에게 왕위를 계승시키려는 계획을 품은 적도 있으나 교황과 왕비의 적극적 반대 그리고 자신의 사후에 정통성 시비로 인한 내전을 우려하여 포기하였다.
마누엘이 즉위할 당시에는 선왕 주앙 2세가 귀족들의 힘을 누르고 강한 왕권을 확립하여 국정이 안정된 상태였다. 또한 선왕의 치세기간 중 양성된 능력있는 인재들을 물려받았으며 이웃국가인 카스티야와 관계도 원만하여 평화가 유지되고 있었다. 해양 개척 사업도 1488년에 '희망봉'을 발견함으로 인도로 가는 신항로 개척을 앞두고 있었다. 즉위직후 한 일중에 하나는 지난 1483년에 추방당한후 카스티야에서 망명중이던 브라간사 가문을 용서하고 귀국을 허락하였으며 그들의 재산을 돌려주고 가문을 복권시킨일이다.

## 해양 개척 사업

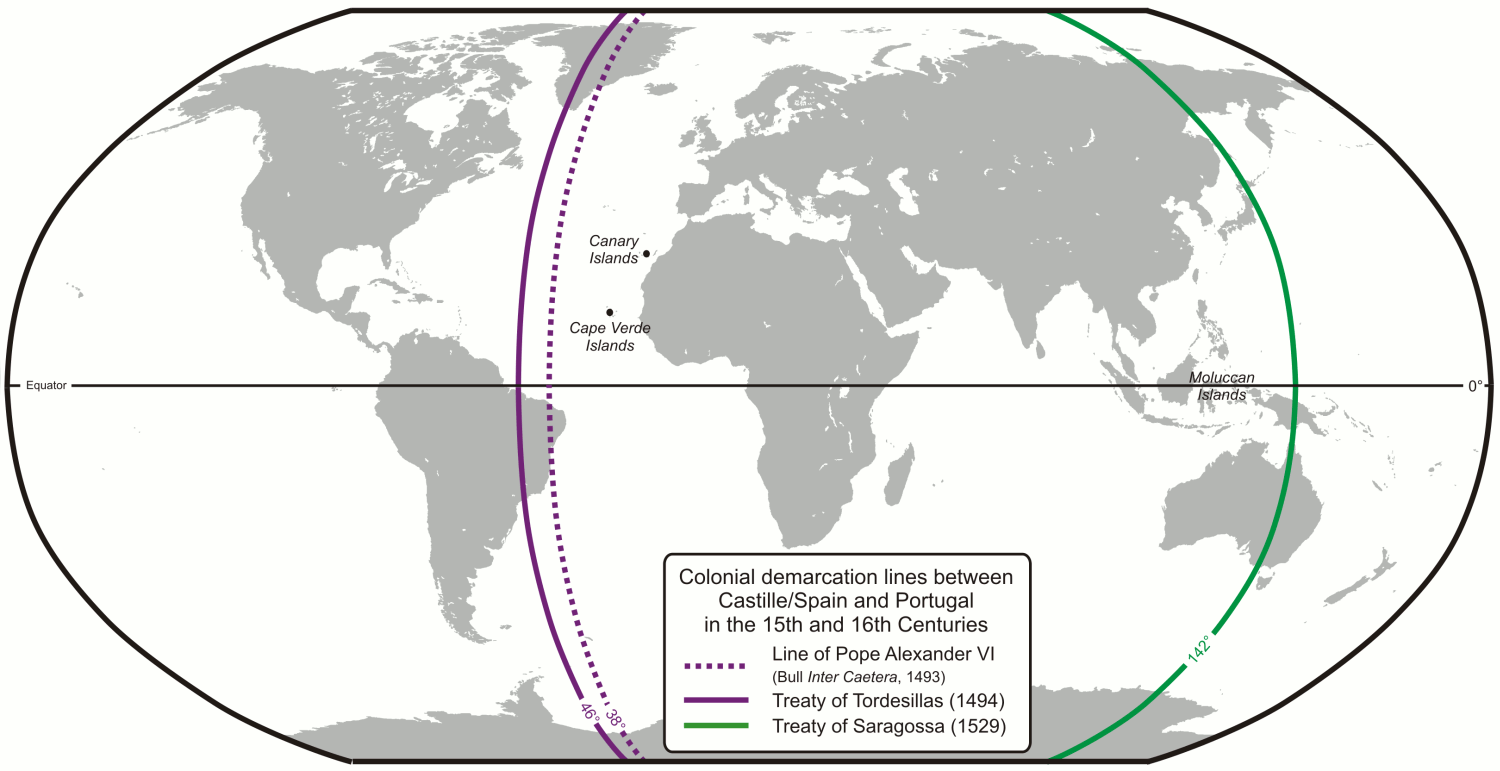
보라색 실선이 1494년 토르데시야스 조약 의한 경계선이다.

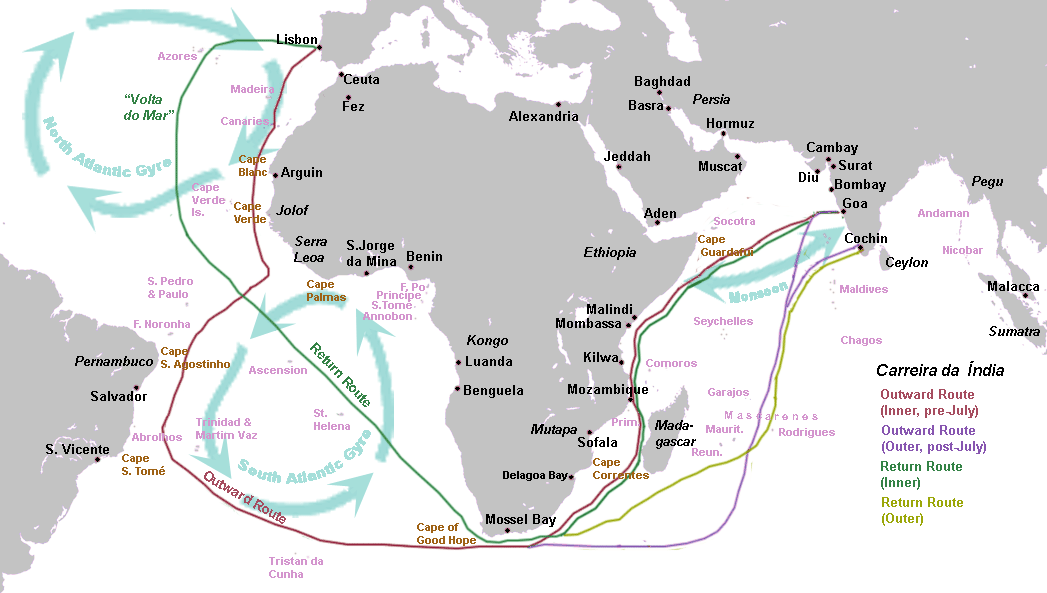
포르두칼이 개척한 신항로

1488년 디아스의 희망봉 발견은 포르투갈에게 매우 고무적이었다. 인도와 직접 교역이 가능한 신 항로가 곧 열릴것이라는 기대 때문이었다. 그러나 1491년 7월 왕세자 아폰소가 낙마 사고로 사망하자 후계자 문제로 인해 정국이 어수선해지며 탐험대의 추가 파견이 지연되었다. 이런 가운데 콜럼버스가 귀국한후 그가 발견한 서인도 제도로 인하여 스페인과 영토분쟁이 발생하였다.
비록 콜럼버스가 스페인의 후원을 받아 탐험을 했지만, 1479년에 체결한 알카소바스 조약상으로 볼때 그가 새로 발견한 섬들은 포르투갈 영토에 속했기 때문이다. 양국간의 갈등은 커졌고 교황이 제시한 중재안은 포르투갈의 이익을 크게 침해하였다. 인도에 대한 관리권한이 스페인에게 있다고 유권 해석할만한 조항이 들어있었기 때문이다. 포르투갈의 신항로 개척 사업은 전면 중단되었다.
불가피하게 다시 시작된 양국간의 재협상은 1년 동안 이어졌고 1494년 6월에 토르데시야스 조약을 체결함으로 영토분쟁은 원만하게 해결되었다. 후계문제와 영토분쟁이 해결되자 신항로 개척사업은 재추진 되는듯 했으나 1495년에 주앙 2세가 사망함으로 다시 정체되고 말았다. 새로 즉위한 마누엘 1세는 신항로 개척 및 해외무역 발전에 지대한 관심을 가지고 있었기에 사업은 적극적으로 재추진되었다.

### 주요 업적
- 1498년 - 신항로 개척 (by 바스코 다가마)
- 1500년 - 브라질 발견 (by 가브랄)
- 1501년 - 래브라도 발견 (by 가스파르와 미겔)
- 1505년 - 초대 인도 총독 임명 (알메이다)
- 1515년 - 인도양 무역의 주요 거점 점령, 고아(1510), 말라카(1511), 호르무즈(1515)

### 인도 신항로 개척

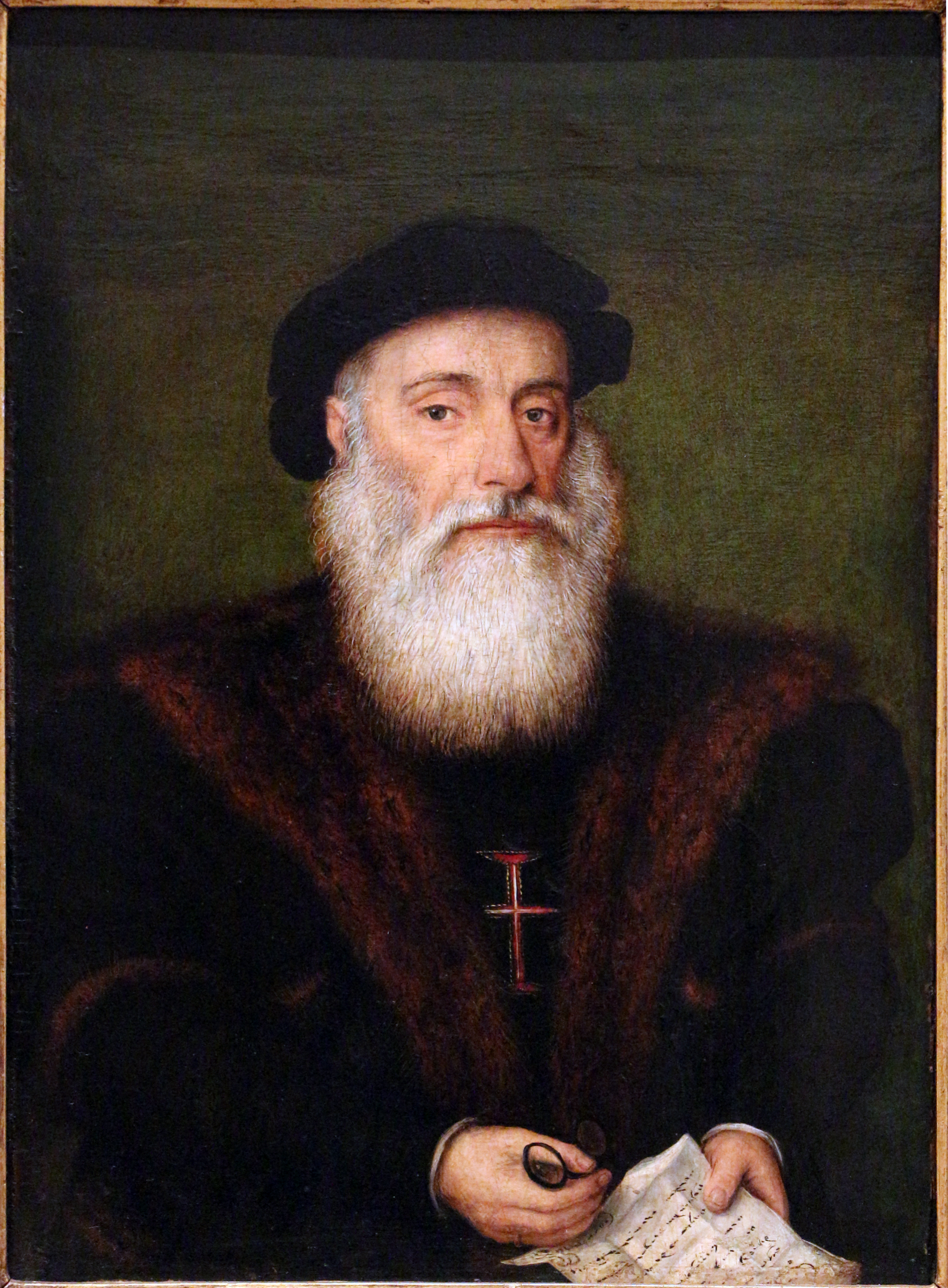
바스코 다 가마

1497년 7월 8일 바스코 다가마가 170명의 선원들을 태운 4척의 배를 이끌고 리스본을 출발하였다. 목표는 아프리카 남단을 돌아서 인도로 가는 신항로를 개척하는 것이었다. 항해는 바르톨로뮤 디아스(1451~1500)의 조언에 따라 시에라리온 앞바다에서 아프리카 연안을 벗어나 대서양 중간 지대로 크게 우회하며 기니만의 무풍지대와 해안의 무역풍 맞바람을 피해 진행되었다. 항해 97일만인 11월 초순에 아프리카 남단을 돌아 동아프리카 연안으로 따라 올라갈 수 있었으며 말린디에서 항해사 이븐마지드의 도움을 받은 결과, 1498년 5월 20일에 드디어 캘리컷에 도착하였다.
그러나 인도양 상권을 장악하고 있던 무슬림 상인들과의 갈등으로 인해 무역협정은 체결하지도 못한채 필요한 물품만 구입한후 8월말에 귀국길에 오를 수밖에 없었다. 귀항길은 그다지 순조롭지 못하였는데 계절풍의 영향으로 긴 항해가 이어지며 고생하였고 괴혈병이 발생하여 많은 선원들이 죽어나갔다. 어쩔 수 없이 2척의 배를 포기한 끝에 생존한 55명의 선원과 함께 1499년 9월 9일에 리스본으로 귀항할 수 있었다.비록 정식 무역협정은 체결하지 못하고 희생 또한 컸으나 유럽인으로서 최초로 신항로 개척이라는 역사적 사건으로 인해 유럽의 변방 국가였던 포르투갈이 16세기에 들어서 해양무역을 통해 번영할 수 있는 토대를 마련하였다. 아울러 투자자들에게는 무려 투자원금의 60배에 달하는 배당금이 돌아갔다.

### 브라질 발견
페드루 알바르스 카브랄(1468년~1520년)이 이끄는 13척의 함선이 1500년 3월 9일 왕명을 받고 리스본을 출항했다. 목적은 인도 캘리컷과 무역협정을 체결이었다. 인도를 향해 항해중에 적도근방의 해류와 무역풍에 밀려 표류하다가 4월 22일 브라질을 발견하였다. 발견한 곳을 포르투갈 영토로 선포한후 열흘정도 체류하였다. 항해를 재개했으나 폭풍을 만나 6척의 배를 잃었다. 9월 13일에 캘리컷에 도착하여 무역협정 체결하였고 교역소(재외상관)를 설치한후 선적을 위한 상품구매를 진행하였다.
그러나 아랍상인들의 조직적인 방해공작 때문에 구매활동은 난관에 부딪쳤다. 캘리컷 당국에 항의하며 포르투갈에게 향신료 시장에서의 우선권 부여를 요구하였으나 무시당한다. 화가난 카브랄은 보복차원에서 아랍상선을 약탈하였고, 이 소식을 접한 아랍인들은 교역소를 습격하여 포르투갈인 54명을 죽여 버렸다.(12월 17일) 카브랄의 함선들은 외항에 정박해있었기 때문에 교역소를 방어 할 수 없었다.
기습공격 현장을 간신히 탈출한 포르투칼인들의 증언을 바탕으로 폭동의 배후를 캘리컷의 통치자라고 판단한 카브랄은 인도선박을 나포하여 선원들을 살해하며 보복을 하였다. 또한 항구일대를 향해 무차별적인 함포사격을 퍼부어 쑥대밭을 만든후 그곳에서 철수하였다. 이 사건을 계기로 향후 포르투갈과 캘리컷은 지속적으로 갈등관계를 유지하는 악연이 시작되었다.
캘리컷과 경쟁관계에 있는 칸나노르와 코친으로 이동하여 호의적인 분위기속에 무역협정을 체결하고 향신료등을 구입한후 1501년 1월 16일 귀국길에 올랐다. 돌아오는 도중에 2척의 배를 잃어야 했으며 최종적으로 5척의 배가 1501년 6월 23일에 리스본에 들어왔다. 8척의 배를 잃고 많은 희생이 있었으나 싣고온 향신료로 막대한 이익을 얻을 수 있었다. 이번 항해로 브라질을 발견하였고 인도의 지방 세력과 정식으로 교역관계를 형성하게 되었다.

### 인도양 상권 개척

#### 다노바의 인도 원정

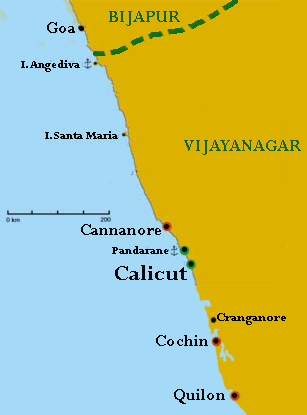
인도 말라바르 해안 1500년

마누엘 1세는 주앙 다 노바(João da Nova 1460~1509)를 제3차 인도 원정대 사령관으로 임명하였다. 다노바는 1501년 3월 9일 4척의 작은 함대를 이끌고 인도로 출발하였다. 2척은 왕실소유 선박이고 나머지 2척은 피렌체와 포르투갈 민간 컨소시엄에서 투자한 선박이었다. 외교관계를 수립하고 군사적 충돌 없이 재외상관을 설치하는 임무가 주어졌다. 1501년 8월, 인도에 도착한 다노바는 칸나노르에 교역소를 설치하였다.
1501년 12월 31일, 포르투갈로 귀국하려고 칸나노르를 출발한 주앙 다노바의 함대를 캘리컷의 자모린 해군이 공격하였다. 200 여척이 넘는 함선을 동원하여 포위하였으나 포르투갈 함대는 우월한 화력을 이용하여 포위망을 뚫고 귀국길에 올랐다. 이 교전은 인도양에서 포르투갈과 인도 간에 벌어진 최초의 해전으로 기록되어 있다. 다노바는 돌아오는 길에 남대서양에서 세인트 헬레나섬을 발견하였다. 리스본에 귀항한것은 1502년 9월 11일이다.

#### 다가마의 2차 원정
1502년 2월 12일 20척의 중무장한 군함을 이끌고 인도로 향했다. 지난번 카브랄 원정대가 개설한 교역소가 공격을 받고 자국인이 살해당한것에 대한 복수와 무력을 통해서라도 인도 지방세력들과 무역협정 체결하기 위함이었다. 9월 초 인도양에 도착한 후 보복 차원에서 아랍 상선과 이슬람 순례선을 상대로 약탈을 벌였다. 29척의 아랍-힌두 연합함대와 캘리컷 인근에서 벌어진 해전에서 그들을 모두 격퇴시켰다.
캘리컷에서 승리 후 코친, 칸나노르 등에 교역소(재외상관)를 설치하였으며 인도양에 전함 5척을 잔류시킨후 1503년 9월 리스본으로 돌아왔다. 마누엘 1세는 다가마의 노고를 치하하며 인도정책고문으로 임명했다. 이번 항해로 희망봉을 경유하는 유럽-인도간 해상무역의 기틀을 마련하였다. 이후 신항로를 통한 무역으로 포르투갈은 많은 부를 축적할 수 있게 되었다.

#### 5차 인도 원정
알부케르크가 이끈 5차 원정대는 1503년 4월에 출발하여 8월에 인도에 도착하였다. 캘리컷의 침공으로 위험에 처한 코친(Cochin)을 구한후 코친에 요새를 건설하였다. 퀼론에 교역소를 설치한후 1504년 1월 귀국길에 올라 9월 16일에 리스본에 도착하였다. 이번 원정은 항해중 참담하고 끔찍한 경험을 안고 돌아온 실패한 원정이다. 인도양에 도착하기도 전에 이미 2척이 난파했고 귀국중에는 2척이 추가로 침몰했다. 귀국중에는 적도의 무풍지대에서 64일동안 표류하며 130명의 선원이 사망한 끝에 간신히 2척만이 귀국하였다.

#### 6차 인도 원정
로포 소아레스(Lopo Soares)가 이끈 6차 원정대는 중무장한 13척의 전함과 1,500명의 병력으로 구성되었다. 4차 원정후 귀국한 다가마의 강력한 건의에 따라 인도 현지의 수비 병력을 증강시키고 캘리컷을 힘으로 분쇄하겠다는 분명한 목적하에 원정대가 구성되었다. 1504년 4월에 출발한후 8월에 인도에 도착하였으나 코친을 침공했던 캘리컷은 이미 퇴각한 상태였다.
수적우세에도 불구하고 승산없는 지리한 전투가 이어지던중 8월이면 포르투갈 원정대가 도착할 것이기 때문에 전의를 상실해버렸던 것이다. 이후 크랭가노레(10월)와 판다레인(12월)에서 벌어진 전투에서 포르투갈이 승리하자 캘리컷의 속국들이 이탈하여 포르투갈과 동맹을 맺는등 말라바르 연안에서 캘리컷이 행사하던 지배적 우위와 영향력은 급격히 추락하였다. 6차 원정대가 1505년 7월에 리스본에 귀항했는데 캘리컷의 위상을 크게 실추시키는등 임무수행이 매우 성공적이였기에 국왕으로부터 크게 환영받았다.

#### 초대 총독 알메이다
6차례에 걸친 원정의 결과, 마누엘 1세는 총독 파견이 필요하다고 판단하게 되었다. 초기에는 향신료 무역으로 가장 번성하였을 뿐만 아니라 말라바르 연안지역에서 정치적으로 지배적 우위와 큰 영향력을 행사하는 캘리컷과 원만한 관계를 유지하려고 하였다. 그러나 기존 상권을 주도하고 있던 중동상인들과의 갈등에서 촉발된 교역소 습격사건(1500년), 미리호 학살 사건(1502년)등으로 갈등이 깊어져 양국간 대결구도가 형성되고 말았다.
범선이용시 필수인 계절풍 때문에 원정대가 인도를 떠나면, 캘리컷은 무력으로 포르투갈의 우방인 코친등을 침공하는 일이 반복(1503,1504) 되었다. 재외상관(교역소)의 안전이 위협받게 되었고 안정된 교역을 위해서는 상주하는 병력증강과 함께 현지 동맹국과 상업적,군사적 협력관계 유지가 절대적으로 필요하였다. 캘리컷과의 관계가 틀어진 이상 힘의 논리에서 밀릴수 없었으며 교역소 수준이 아닌 현지에 요새를 건설한후 수비인력을 늘리고 체계적이고 조직적으로 관리해야먄 향후 안정된 해상무역이 가능하다고 판단했던 것이다.
인도 초대 총독으로 임명받은 알메이다(임기 1505~1509)가 1,500명과 22척의 함대를 거느리고 1505년 3월 25일 리스본을 출발하였다. 아프리카와 인도 해안을 따라 이동하며 요새와 교역소를 건설하였다. 포르투갈 상선들의 안전항해와 중간 보급을 위한 조치였다. 1505년 10월 31일 8척의 전함을 대동하고 인도 코친에 도착하였다. 코친을 본거지로 삼았으며 고아 근처에 요새를 구축하였다. 1506년 칸나노르 해전, 1509년 2월, 맘루크-인도 연합함대를 대상으로 한 디우해전에서 승전하며 포르투갈이 인도양의 신흥세력으로서의 입지를 다져 나가기 시작했다.

#### 2대 총독 알부케르크
인도 서부의 남북을 연결하는 중간지대에 위치해 있는 고아를 1510년 점령에 성공한다. 고아는 수심이 깊은 좋은 항구를 가지고 있으며 전략적으로 중요한 지점에 위치해 있기 때문에 인도양 무역을 장악하기 위해서는 반드시 점령해야 하는 곳이었다. 여세를 몰아 교통의 요충지인 말라카를 1511년에 점령한다. 말라카는 지난 1509년에 포르투갈의 로페스 드 세케이라가 왕명을 받고 교역협정을 맺으려 방문했으나 기습공격을 받으며 패퇴했던 곳이었다. 말라카 공격에는 훗날 최초로 세계일주에 성공한 마젤란도 참전하였다. 말라카 정복에 성공한후 1513년 아덴을 공격했으나 정복에는 실패했다. 1515년에는 호르무즈를 점령하여 인도양 해상무역의 주요거점들을 손에 넣었다.
홍해를 점령하여 상선의 출입을 통제하고자 했으나 뜻을 이루지 못하채 1515년 12월에 인도에서 사망하고 말았다. 그는 인도 총독으로서 눈부신 활약으로 인해 포르투갈의 인도양 개척사에 있어서 상징적 인물이 되었다. 그의 사후 3대 총독으로는 로포 소레아스 드 알베르가리아(임기 1515~1518), 4대 총독 디오고 로페스 드 세케이라(임기 1518~1522), 5대 총독 두아르테 드 메네제스(임기 1522~1524), 6대 총독 바스코 다가마(Vasco da Gama, 임기 1524~1524) 순으로 이어졌다.

## 군주 자본주의
초기 포르투갈 무역의 특징은 국왕 소유의 선박으로 국왕의 상품을 거래하고 이익 역시 국왕에게 돌아가는 방식이었다. 상인과 선원들은 임금을 받는 고용인이었다. 물론 이런 원칙하에 개인도 화물 거래가 가능하였으므로 국가주의 방식과 민간교역이 병행되었다고 할 수 있겠다. 이런 현상은 16세기 중반부터 왕실 주도에서 귀족 주도로 사업이 넘어가기 시작했다. 인도양에서 수익을 올리는 또 다른 방법은 통행료를 징수하는 것이었다. 무력을 동원하여 주요 길목을 지키면서 항로를 지나는 선박에 안전통행증을 발급하였다. 안전 통행증 발급은 1502년에 처음 시작되어 점차 확대되었다.
인도양에서 활동하는 상인들이 안전 통행증(카르타즈)을 구매한 것은 힘의 논리에 굴복한 측면도 없지 않으나 이보다는 경제적인 실익이 더 컸기 때문이다. 통행증을 소지한 배는 포르투칼 항구에서 통상적인 6퍼센트 보다 낮은 3.5퍼센트의 관세를 적용받았으며 상선들이 직접 무장하는 비용보다는 경제적이었다. 또한 1434년에 공포된 '무역 금지령' 이후 사무역에 종사하던 많은 중국 상인들은 통행증을 구입하면 자신들의 배가 공식적으로 포르투갈의 보호를 받게 되므로 이를 통해 금지령을 피해가는 방편으로 삼았다.

## 유대인 정책

### 유대인 추방령
포르투갈의 역대 선왕들은 유대인을 포용하며 관용정책을 펼쳐왔다. 유대인들은 금융과 상업에 종사하며 부유한 자본을 가지고 있었고 국가 발전에 필요한 존재들이었기 때문이다. 마누엘 1세도 아시아 전역에 건설한 상업거점에 이들의 능력이 필요하다는 사실을 잘 알고 있었다. 그러나 행운왕답게 자신이 기울인 노력보다도 훨씬 큰 결실이 인도양에서 쏟아져 들어왔고 주변 왕국들의 부러움을 사는 세월이 이어졌다. 그러자 자신감이 넘친 마누엘 1세는 좀 더 큰 권력을 탐하기 시작했다.
스페인 공주와 결혼하여 차기 스페인 통치권 혹은 이베리아 반도내에서의 우월적 지배력을 획득하고자 했다. 스페인 측이 유대인 추방을 정략결혼의 최우선 조건으로 제시하자, 1496년 12월에 유대인 추방령을 선포했다. 떠나지 않은 유대인들은 강제개종해야만 했다. 종교의 자유와 사회적 관용을 포기한 대가로 스페인 왕위 계승 제2위인 신부를 얻었다.(1497년 9월) 행운도 따랐다. 왕위 계승 1위였던 스페인의 후안 왕자가 같은해 10월에 갑자기 사망했다. 그러나 1498년 왕비가 출산 중 사망하였고 태어난 아기, 미겔 왕자도 2년 후인 1500년에 죽고 말았다.

### 리스본 대학살
왕이 종교의 자유와 사회적 관용을 버리자 백성들도 이에 동조했다. 관용이 사라진 사회에 침체와 분열이 커져만 갔다. 떠나지 않고 거짓개종한 후 잔류한 유대인들은 형식적으로만 가톨릭 신앙을 유지했다. 여전히 유대인의 정체성을 유지하고 있는 그들의 다수는 자산가였고 채권자들이 많았다. 증오의 대상인 이들이 사라지면 많은 부채가 함께 사라지게 된다. 유일한 방패막이었던 국왕의 관용이 사라지자 증오가 성장하며 점차 극단적인 형태로 표출되었고 폭력으로 이어졌다. 1506년 4월19일 리스본에서는 유대인 대학살의 참극이 벌어지고 말았다. 7,000명이 넘는 희생자가 발생하자 마누엘 1세는 대노했다.

## 마누엘 양식

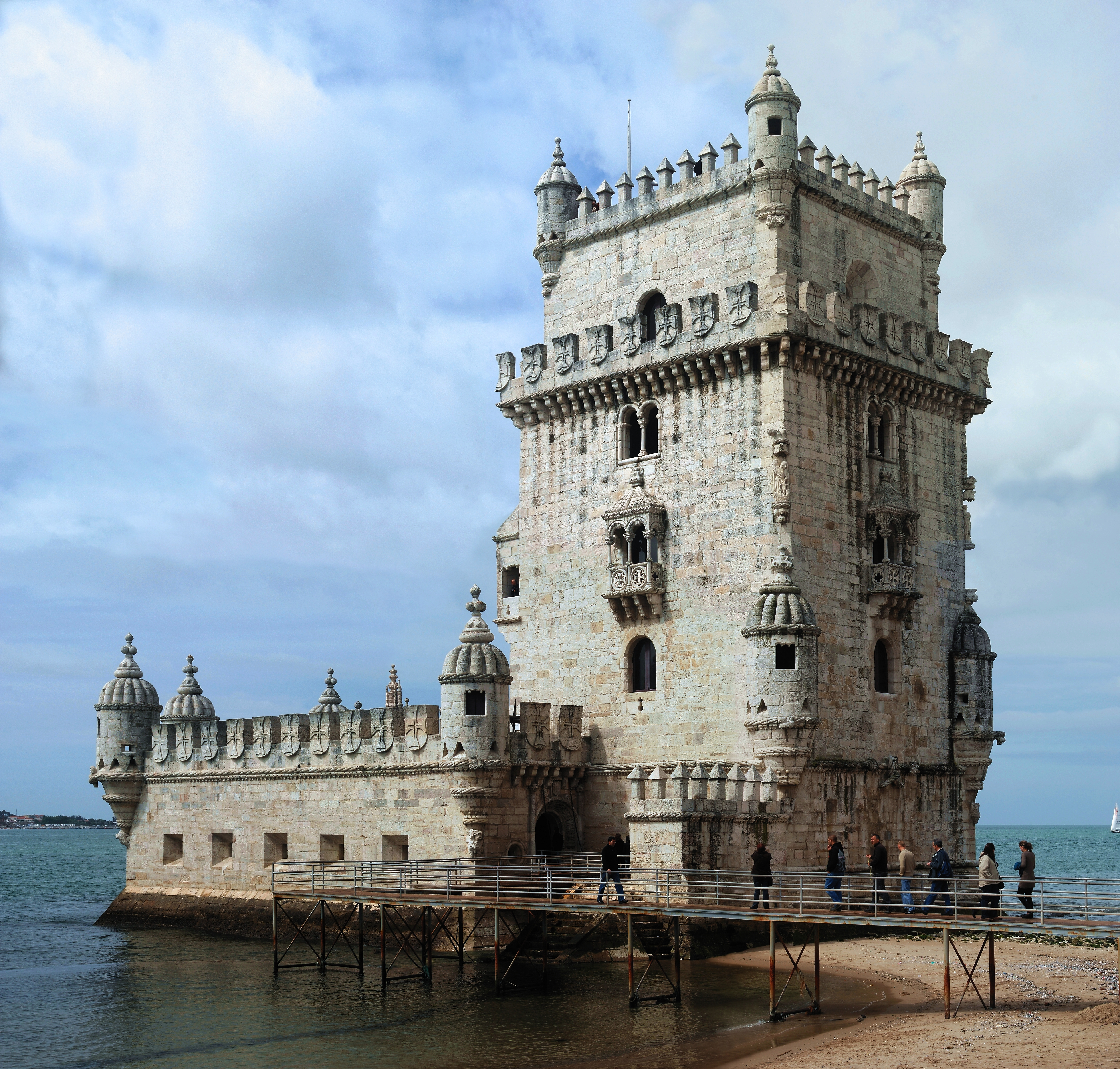
벨렝 탑 (Torre de Belém)

16세기 초 해양 무역은 포르투갈에 막대한 부를 안겨다 주었고, 마누엘 1세의 궁전은 화려하게 변신하였으며 많은 건축물들이 새로 지어졌다. 건축재원은 아프리카와 동방무역에서 거둔 세금중 일부를 통해 조달되었다. 그의 재위 중에 지어진 건축물에서 볼 수 있는 풍부하고 화려한 장식은 이후 마누엘 양식으로 불리고 있다. 해상무역을 통해 축적된 부를 누린시절 답게 표현양식들이 해양탐사등 바다와 관련된 요소들(부표, 돛, 조개, 산호, 로프등)을 장식등에 많이 사용한 것이 마누엘 양식의 특징중에 하나다. 대표적인 건축물로는 1983년 유네스코 세계유산으로 등재되어 있는 제로니무스 수도원, 벨렝 탑, 바탈야 수도원등이 있다.

### 벨렝탑(Torre de Belém)
마누엘 1세의 명으로 1512년 착공하여 1519년 완공되었다. 리스본 벨렝의 타구(Tagus)강 하구에 있으며 총 4층으로 높이는 30m에 달한다. 스페인 출신의 수호성인 성 빈센트를 기리기 위해 지어진 탑이다. 카스 카이스 요새와 강 맞은 편에 있는 세바스티앙 다 카파리카(Sebastião da Caparica)요새 사이의 연계된 방어요새로 사용되었으나 훗날 외국선박의 출입감시, 통관수속, 감옥등 조금씩 용도가 변경되기도 하였다. 타워의 장식은 전형적인 마누엘 양식을 보여주고 있다.

### 제로니무스 수도원

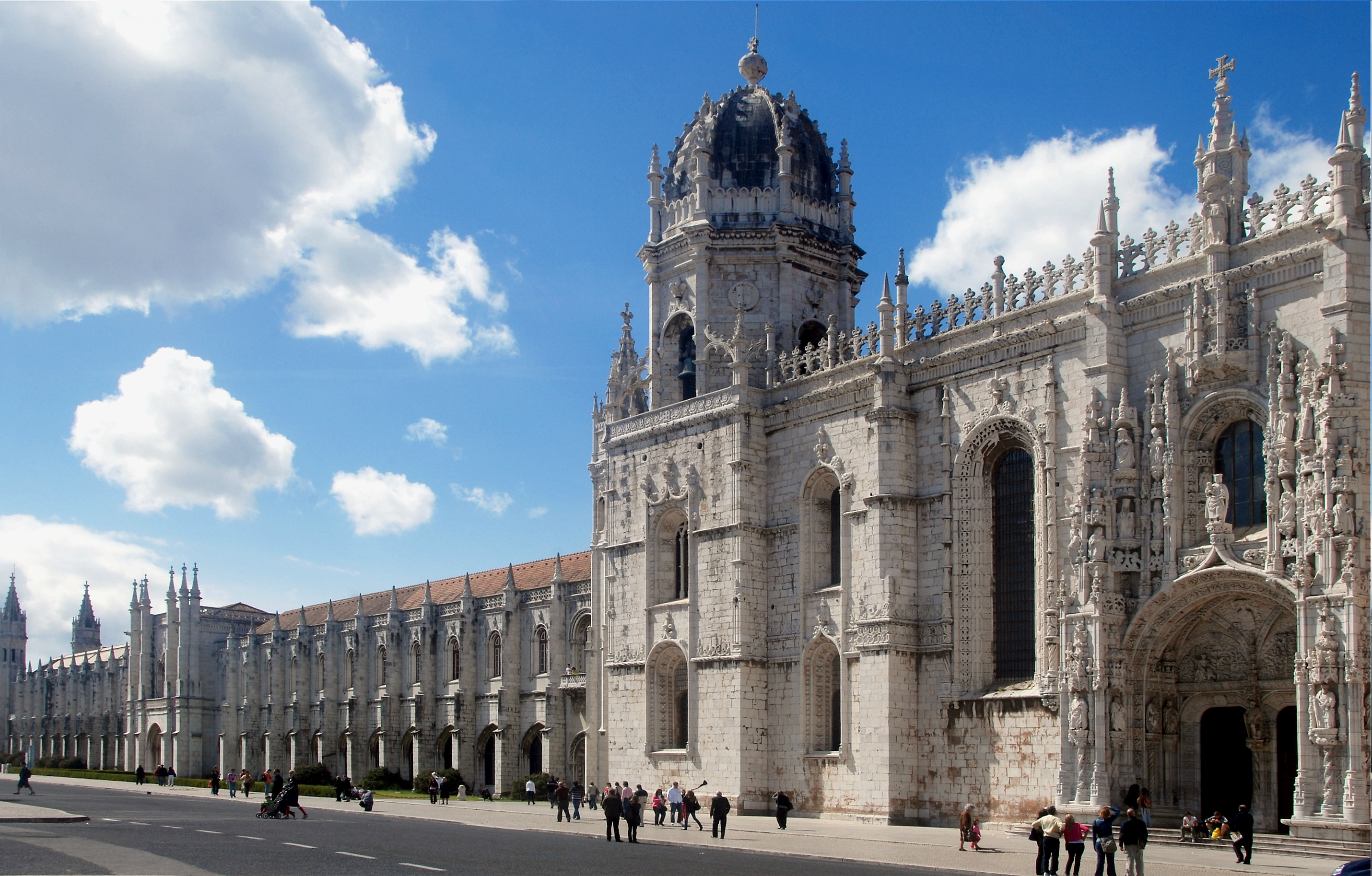
제로니무스 수도원

리스본에 있는 제로니무스 수도원은 마누엘 1세가 선조인 항해왕 엔히크(1394~1460)를 기리기 위하여 건축하였다. 1502년 착공하여 1672년에 완공되었다. 항해왕 엔히크의 명으로 세워졌던 산타 마리아 예배당 자리에 세워졌는데 바스코 다 가마와 그의 일행들이 1497년 인도 원정을 떠나기 전에 산타 마리아 예배당에서 기도로 밤을 보낸것으로 알려져 있다.
석회암으로 된 건물로 웅장하고 화려하며 수도원의 산타 마리아 성당 파사드 가운데에는 마누엘 1세와 왕비 마리아, 성 제로니무스, 세례 요한 등의 조각상이 있고, 남문 회랑에는 후기 고딕 마누엘 양식을 대표하는 성인과 고승들의 조각상 24개가 세워져 있다. 수도원에는 마누엘 1세와 바스쿠 다 가마등의 유해가 안치되어 있다. 1755년 리스본 대지진때 발루스트레이드등 일부만이 부서졌을뿐 큰 피해는 없었다.

### 바탈야 수도원

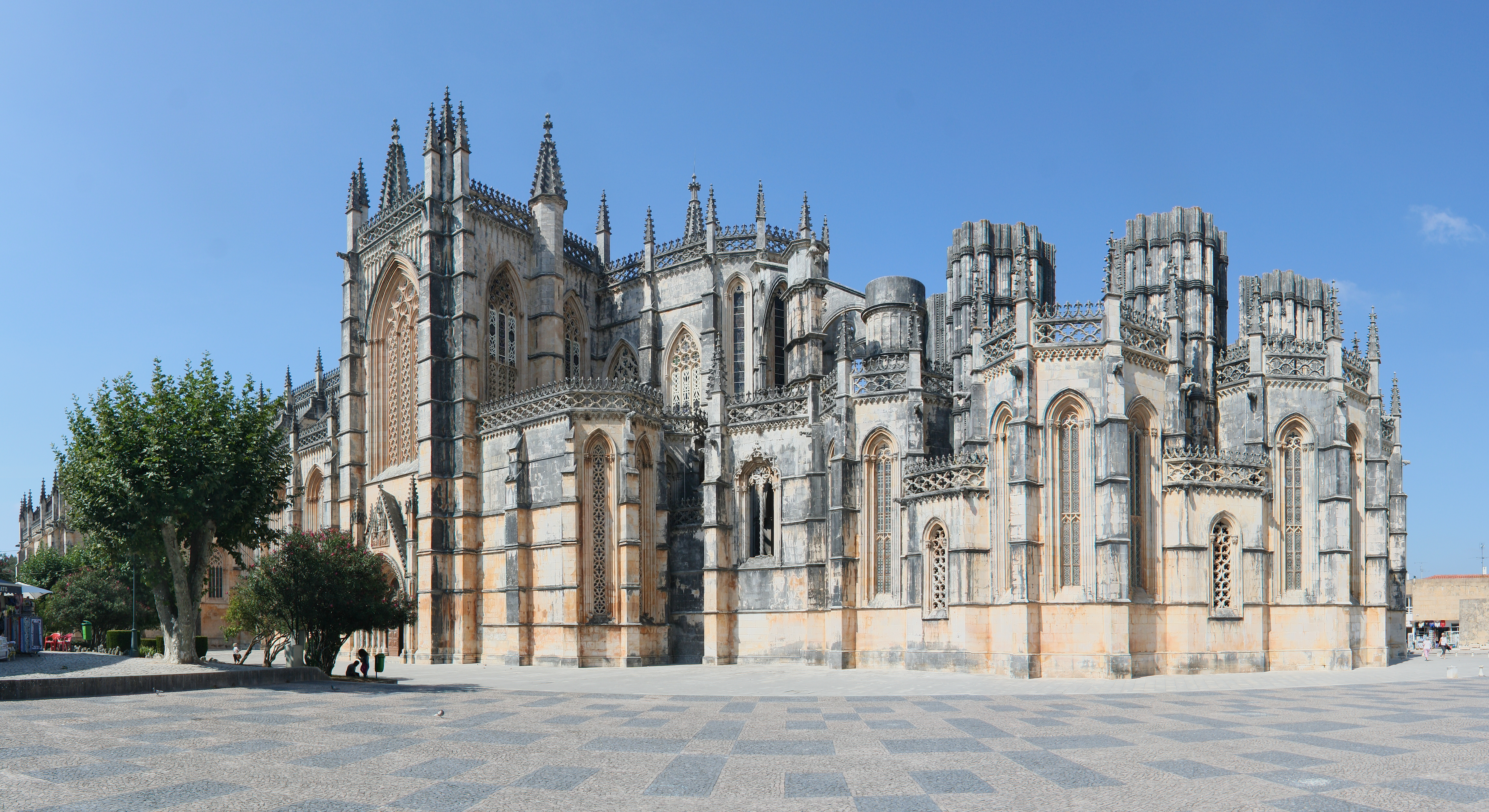
바탈야 수도원(Batalha monastery)

주앙 1세(1357~1433)가 카스티야의 후안 1세의 침공을 격퇴한 알주바로타 전투(1385년)의 승리를 기념하기 위해서 1388년에 건축하였다. 수도원은 레이리아(Leiria) 시(市)의 정남쪽에 위치해있으며 이 도시에서 남서쪽으로 14km 떨어진 평원에서 벌어진 알주바로타 전투는 포르투갈이 수적으로 너무 열세했으나 이를 극복하고 크게 승리하였다.
수도원의 파사드는 포르투갈 후기 고딕양식을 띠고 있으며, 성당은 동일한 양식의 걸작으로서 작은 탑과 아치, 버트레스 등으로 장식되어 있다. 성당 내부는 높이 32.5m, 길이 79m이고, 성당 문 모퉁이에 있는 6개의 기둥에는 천사·교황·성인·왕 등 많은 조각상을 새겨져 있다. 주앙 1세와 왕비 필리퍼의 묘, 그리고 아들인 항해왕자 엔히크의 묘가 있다. 그밖에도 왕실 묘소에는 다른 왕들의 묘가 안치되어있다.

## 사망
1521년 12월, 흑사병에 걸리자 리베이라궁 안에 격리되었다. 12월 4일부터 심한 열이 발생하였고 12월 13일 52세의 나이로 사망했다. 그가 죽은 다음날인 12월 14일, 그의 시신은 검은 벨벳으로 덮인 관에 담긴후 리스본의 벨렘 지구로 이송되었고, 추모객들의 행렬이 이어졌다. 그는 레스텔로 교회에 임시로 안장되었다. 그의 유해는 아라곤의 두 번째 부인 마리아와 함께 1551년에야 제로니무스 수도원으로 옮겨졌다.

## 가계
- 부 : 페르난두(두아르테 1세의 삼남)
- 모 : 베아트리스(두아르테 1세의 조카)
  - 이모 : 이자벨(카스티야의 왕비, 후안 2세와 결혼)
    - 사촌(겸 장모) : 이사벨 1세
- 누나 : 비제우의 레오노르
- 매형(겸 사촌) : 주앙 4세
- 첫 번째 아내 : 아라곤의 이사벨(아라곤의 페르난도 2세와 이사벨 1세의 장녀)
  - 아들 : 미겔(1498~1500)
- 두 번째 아내 : 아라곤의 마리아(아라곤의 페르난도 2세와 이사벨 1세의 삼녀)
  - 아들 : 주앙 3세(1502~1557) 포르투갈 국왕
  - 딸 : 이사벨(1503~1539), 신성 로마 제국 카를 5세의 황후, 스페인 펠리페 2세의 생모
  - 딸 : 베아트리스(1504~1538) 사보이 공작 부인
  - 아들 : 루이스(1506~1555) 베자 공작
  - 아들 : 페르난두(1507~1534) 구아르다 공작
  - 아들 : 아폰수(1509~1540) 추기경
  - 딸 : 마리아(1511~1513)
  - 아들 : 엔리케(1512~1580) 추기경
  - 아들 : 두아르테(1515~1540)
  - 아들 : 안토니오
- 세 번째 아내 : 레오노르(펠리페 1세와 카스티야의 후아나의 딸, 이사벨 1세의 손녀)
  - 카를로스(1520~1521)
  - 마리아(1521~1577)

## 관련 서적
- 송동훈 <대항해 시대의 탄생> 시공사
- 주경철 <대항해시대> 서울대학교 출판사
- 진 프리츠 <삐딱하고 재미있는 세계탐험 이야기> 푸른숲
- 강석영 <스페인,포르투갈사> 미래엔
- 이병철 <세계 탐험사 100장면> 가람기획
- 이강혁 <라틴아메리카 역사 다이제스트100> 가람기획